# Rhabdophis nigrocinctus
Espèce
Synonymes
- Tropidonotus nigrocinctus Blyth, 1856
- Tropidonotus eisenhoferi Gyldenstolpe, 1916
- Pseudoxenodon fruhstorferi Werner, 1925

Statut de conservation UICN

 LC  : Préoccupation mineure
Rhabdophis nigrocinctus est une espèce de serpents de la famille des Natricidae. 

## Répartition
Cette espèce se rencontre, :
- en Birmanie ;
- en Thaïlande ;
- au Viêt Nam ;
- au Cambodge ;
- au Laos ;
- en République populaire de Chine dans la province du Yunnan.

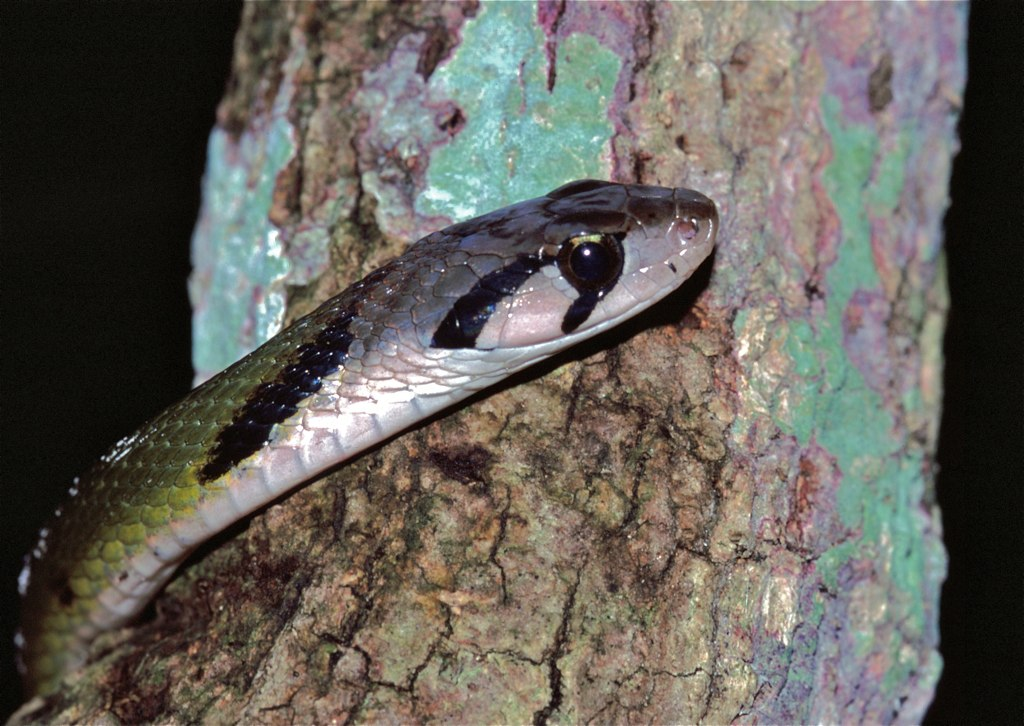
Gros plan sur la tête du Rhabdophis nigrocinctus, parc national de Khao Yai, Thaïlande

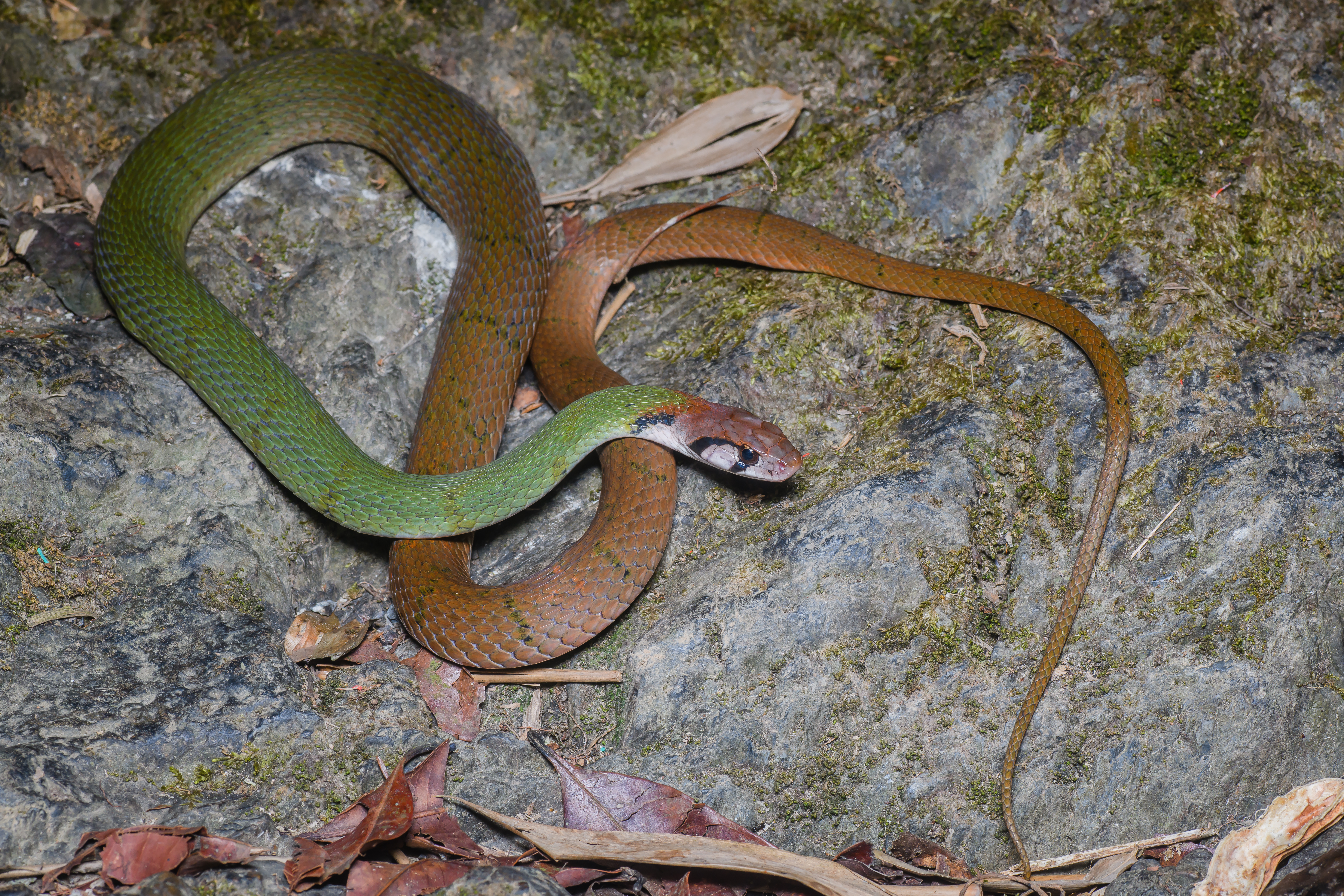
Rhabdophis nigrocinctus, sanctuaire de faune de Khao Soi Dao, Thaïlande

## Publication originale
- Blyth, 1856 "1855" : Report for October Meeting, 1855. Journal of the Asiatic Society of Bengal, vol. 24, p. 711-723 (texte intégral).